# Перес, Юльвуис
Юльвиус Хосе де Хесус Перес Пиамо (исп. Yulwuis José De Jesús Pérez Piamo; род. 19 сентября 2005, Кумана) — венесуэльский футболист, защитник клуба «Монагас».

## Клубная карьера
Перес — воспитанник клуба «Монагас». 19 сентября 2022 года в матче против «Минерос Гуаяна» он дебютировал в венесуэльской Примеры.

## Международная карьера
В 2025 году Перес в составе молодёжной сборной Венесуэлы принял участие в молодёжном чемпионате Южной Америки в Венесуэле. На турнире он сыграл в матчах против сборных Перу, Парагвая и Уругвая.